# Jonas Mekas Visual Arts Center
Das Jonas Mekas Visual Arts Center (lit. Jono Meko Vizualiųjų Menų Centras) ist ein Avantgarde-Kunstzentrum und eine Galerie in der litauischen Hauptstadt Vilnius, in der Altstadt.

## Geschichte
Das Zentrum wurde am 10. November 2007 vom litauischen Filmemacher Jonas Mekas (1922–2019) eröffnet. Die Premiere-Ausstellung war "Vom Futurismus bis zu Fluxus"  (The Avant-Garde: From Futurism to Fluxus). Ein Teil der gekauften Fluxus-Kunstsammlung aus 2.600 Stücken ist für die Öffentlichkeit im Zentrum ausgestellt. Die gesamte Fluxus-Sammlung ist 5,6 Millionen USD wert.
2013 gab es eine Ausstellung Bread and drawings des Malers, Dichters und Philosophs Giuseppe Zevola (* 1952) aus Neapel.